# Аничков дворец
Ани́чков дворе́ц — один из императорских дворцов Санкт-Петербурга, у Ани́чкова моста на набережной реки Фонта́нки (Невский проспект, 39). Своё название дворец получил от одноимённого моста (см. Ани́чковы).
Старейшее из сохранившихся зданий на Невском проспекте.

## История
Начал строиться в 1741 году по указу императрицы Елизаветы Петровны, только что взошедшей на престол в результате очередного переворота. Проект разноэтажного здания в виде растянутой буквы «Н» был создан одним из первых архитекторов новой столицы Михаилом Земцовым, однако тот скончался в 1743 году. Завершал строительство дворца по проекту Земцова Бартоломео Растрелли.
В это время Фонтанка служила окраиной города, а Невский проспект был ещё просекой. Таким образом, дворец должен был украсить въезд в столицу. От Фонтанки к дворцу был прорыт специальный канал, завершавшийся у входа небольшой гаванью. Отсюда и необычное положение дворца, стоящего к Невскому проспекту боком. Построенный дворец, напоминавший с устроенным рядом садом, фонтанами, цветниками Петергоф, Елизавета подарила своему фавориту Алексею Разумовскому. Впоследствии дворец неоднократно выступал в качестве подарка, обычно на свадьбу. После восшествия на престол Екатерина II, выкупив его у брата Разумовского — Кирилла, сочла более всего уместным подарить его также своему фавориту графу Григорию Потёмкину. К подарку были присовокуплены 100 тыс. рублей на обустройство дворца «по вкусу». В итоге дворец был переделан в 1776—1778 годах архитектором И. Е. Старовым в стиле классицизма, поэтому характерная для барокко разноэтажность постройки была уничтожена, лепнина исчезла, гавань засыпана. В результате дворец стал более строгим, но и монотонным.
В конце XVIII века дворец был откуплен в казну, некоторое время в нём находился Кабинет Его Императорского Величества, для которого впоследствии на набережной Фонтанки перед дворцом архитектором Кваренги было построено два отдельных корпуса, которые закрыли обзор дворца с Аничкова моста. В 1809 году Александр I подарил дворец своей любимой сестре великой княгине Екатерине Павловне как приданое на свадьбу с принцем Георгом Ольденбургским. Когда в 1816 году та повторно вышла замуж и уехала из России, дворец опять был выкуплен в казну.
В следующем, 1817 году Александр I подарил дворец на бракосочетание своему брату Николаю Павловичу, будущему Николаю I. Реконструировать усадьбу Аничкова дворца поручили председателю Комитета строений и гидравлических работ А. Бетанкуру. К проектированию привлекли архитекторов А. К. Модюи и К. И. Росси, состоявших на службе в Комитете строений.
Весной 1816 года К. Росси получает от Бетанкура предложение реконструировать усадьбу Аничкова дворца. Росси перепланировал некоторые интерьеры дворца и пристроил с юга дугообразный «сервизный корпус». Также Росси разработал около двадцати вариантов генерального плана преобразования усадьбы Аничкова дворца. Однако Александр I утвердил проект, представленный А. Модюи. Модюи включил дворец с прилегающим садом в ансамбль площади Александринского театра (ныне площадь Островского): он соорудил ограду вокруг дворцового сада и спроектировал на его западной стороне два одноэтажных павильона.
После восшествия на престол и переезда в Зимний дворец Николай переселялся сюда на время поста, здесь же проводились придворные балы. Когда Зимний дворец реконструировался после пожара 1837 года, императорская семья переехала в Аничков и проживала в нём некоторое время. После смерти императора в 1855 году дворец был переименован в «Николаевский», однако название не прижилось.
Во дворце воспитывался и сын императора Александр, будущий Александр II, одним из его учителей был друг Пушкина поэт Василий Жуковский, который имел во дворце собственную квартиру. Он же обучал русскому языку императрицу Александру Фёдоровну. 23 ноября 1836 года на аудиенцию к императору был приглашён Александр Пушкин, от которого Николай потребовал воздержаться от дуэли.
В 1841 году Николай подарил дворец, опять же на свадьбу, сыну Александру, а тот через четверть века — также на свадьбу сыну, будущему Александру III. Опасаясь террористов, Александр III выбрал дворец в качестве своей резиденции. В это время была построена глухая стена со стороны площади. После его смерти дворец служил резиденцией вдовствующей императрицы Марии Фёдоровны. Интерьеры дворца неоднократно подвергались переделкам в связи с желаниями новых владельцев. В результате обновлений помещений 1870-х годов в библиотеке и «музее» императора Александра III в окнах появились витражи мастерской Владимира Дмитриевича Сверчкова.
С конца XIX века в зданиях дворца действовала школа для детей, родители которых работали при дворце.
После революции здесь недолгое время просуществовал музей города, в 1925 году он был закрыт. В одном помещении с музеем до 1927 года также располагались Высшие курсы коммунального хозяйства.
12 февраля 1937 года в этом здании открылся Ленинградский Дворец пионеров (ныне Дворец творчества юных и Аничков лицей). Во время Великой Отечественной войны, 1 октября 1941 года во Дворце пионеров был открыт хирургический стационар. Он проработал всю первую блокадную зиму, приняв значительное количество раненых людей. Весной 1942 года госпиталь был переведён, и в мае Дворец пионеров был вновь открыт для блокадных детей.
Перед главным корпусом Аничкова дворца растёт берёза, посаженная космонавтами Германом Титовым и Владимиром Комаровым.

## Фотографии интерьеров дворца
| - Парадная лестница - Концертный зал - Танцевальный зал - Голубой зал - Голубой зал, потолок - Оранжерея - Библиотека - Библиотека, потолок |